# مقاطعة نيوتن (أركنساس)
مقاطعة نيوتن (بالإنجليزية: Newton County)‏ هي إحدى مقاطعات ولاية أركنساس في الولايات المتحدة الأمريكية، وهي المقاطعة رقم 46 من مقاطعات ولاية أركنساس، حيث أنشئت في 14 ديضمبر 1842، وسميت بهذا الاسم نسبة إلى توماس نيوتن، عضو لكونجرس الأمريكي عن ولاية أركنساس، وهي من المقاطعات التي تحرم المواد الكحولية.

## من مدن المقاطعة
- جاسبر
- وسترن غروف
- ماربل فولز